# Pheronema carpenteri
Pheronema carpenteri är en svampdjursart som först beskrevs av Thomson 1869.  Pheronema carpenteri ingår i släktet Pheronema och familjen Pheronematidae. Inga underarter finns listade i Catalogue of Life.